# Апостольская префектура
Апо́стольская префекту́ра (лат. Praefectura Apostolica) — территориальная единица в Римско-католической церкви, приравненная к епархии. Апостольская префектура устанавливается на миссионерских территориях, где пока не может быть сформирована полноценная епархия и является временной структурой. Как правило, развитие территориальной единицы на миссионерской территории идёт по схеме: Миссия sui iuris — Апостольская префектура — Апостольский викариат — Епархия.
После создания полноценной епархии территория теряет статус миссионерской.
Апостольским префектом, как правило, назначается священник, изредка титулярный епископ. При повышении статуса апостольской префектуры до апостольского викариата во главе в обязательном порядке становится епископ.
По данным на июнь 2025 года в Католической церкви существует 38 апостольских префектур, все латинского обряда. 28 из них находятся в Китае.

## Список апостольских префектур

### Азия
- Апостольская префектура Азербайджана, Азербайджан;
- Апостольская префектура Баттамбанга, Камбоджа;
- Апостольская префектура Кампонгтяма, Камбоджа;
- Апостольская префектура Улан-Батора, Монголия;
- Южно-Сахалинская апостольская префектура, Россия.

#### Китай
- Апостольская префектура Анькана;
- Апостольская префектура Баоцзина;
- Апостольская префектура Вэйхая;
- Апостольская префектура Гуйлиня;
- Апостольская префектура Идусяня;
- Апостольская префектура Исяня;
- Апостольская префектура Линлина;
- Апостольская префектура Линьтуна;
- Апостольская префектура Линьцина;
- Апостольская префектура Лисяня;
- Апостольская префектура Синина;
- Апостольская префектура Синсяна;
- Апостольская префектура Синьцзян-Урумчи;
- Апостольская префектура Синьцзяна;
- Апостольская префектура Суйсяня;
- Апостольская префектура Сяньтаня;
- Апостольская префектура Тунчжоу;
- Апостольская префектура Туньси;
- Апостольская префектура Хайнаня;
- Апостольская префектура Хайчжоу;
- Апостольская префектура Цзямусы;
- Апостольская префектура Цзяньоу;
- Апостольская префектура Цицикара;
- Апостольская префектура Чжаотуна;
- Апостольская префектура Шаоу;
- Апостольская префектура Шаши;
- Апостольская префектура Шицяня;
- Апостольская префектура Юэяна;
- Апостольская префектура Янчжоу.

### Африка
- Апостольская префектура Западной Сахары, Западная Африка;
- Апостольская префектура Мисураты, Ливия;
- Апостольская префектура Робе, Эфиопия.

### Южная Америка
- Апостольская префектура Фолклендских (Мальвинских) островов, Аргентина/Великобритания.

### Океания
- Апостольская префектура Маршалловых Островов, Маршалловы Острова.